# Andries Hendrik Potgieter

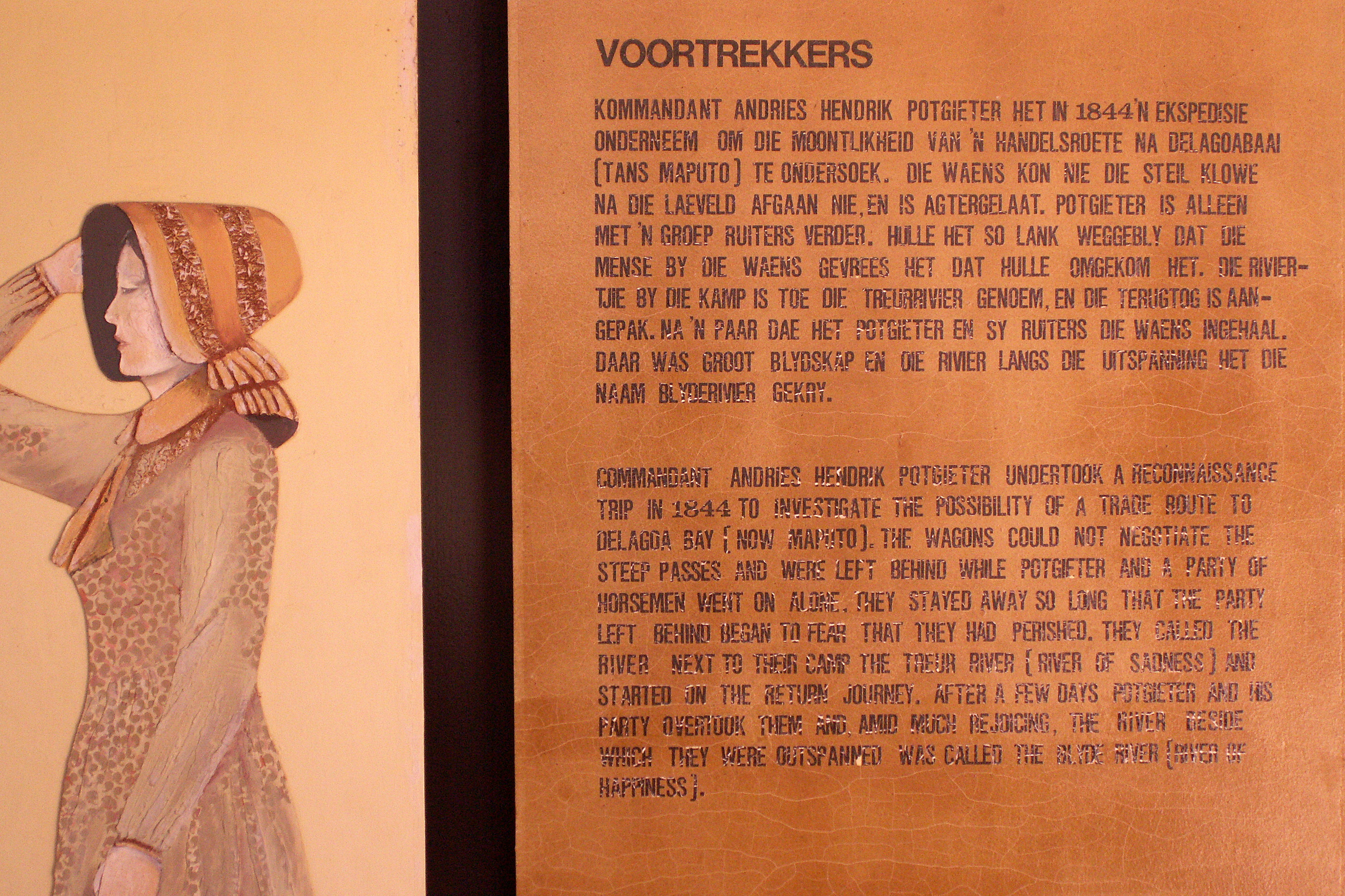
Voortrekker gedenkplaat

Andries Hendrik Potgieter (district Graaff-Reinet, 19 december 1792 - Zoutpansbergdorp, 16 december 1852) was een leider van de Voortrekkers. Hij was het eerste staatshoofd van de Boerenrepubliek Potchefstroom van 1840 tot 1845 en daarna leider van Zoutpansberg van 1848 tot 1852.

## Biografie
Potgieter werd geboren in het district Graaff-Reinet in de Kaapkolonie en was het tweede kind van Hermanus Potgieter en Petronella Margaretha Kruger. In zijn vroege leven groeide hij op tot welvarende schapenboer en vocht in de vierde en vijfde Grensoorlog in de Kaap. Net als veel andere Afrikaner boeren besloot hij in de jaren 30 van de 19e eeuw de Kaapkolonie te verlaten, weg van de Britse overheersing. Na de Zesde Grensoorlog vertrok hij als leider van een grote groep Voortrekkers in 1836 richting de binnenlanden van Zuid-Afrika met de Grote Trek. Andere groepen onder leiding van Louis Tregardt en Hans van Rensburg waren hem al voorgegaan. De spirituele leider van de Voortrekkers, Sarel Cilliers, voegde zich later nog bij het gezelschap van Potgieter.

### Grote Trek
Potgieter en zijn Trekkers trokken naar wat nu de provincie Vrijstaat is en sloten daar een verdrag met Moroka, stamhoofd van de Barolong. In het verdrag stond dat Potgieter de Barolong zou beschermen tegen de Matabelerovers in ruil voor landbouwgrond. Het besproken land was het gebied tussen de Vetrivier en de Vaalrivier.
De leider van de Matabele, Mzilikazi, voelde zich bedreigd door de instroom van blanke kolonisten in een gebied dat hij als het zijne beschouwde. Dit leidde ertoe dat hij het laager van Potgieter aanviel in oktober 1836 bij de slag van Vegkop, dicht bij het huidige Heilbron. De aanval werd afgeslagen, maar de Matabele stalen veel ossen van de trekkers, die cruciaal waren voor het vervoer van hun ossewa's. De groepen van Piet Retief en Gerrit Maritz kwamen Potgieter echter te hulp, en ook Moroka leverde enkele ossen. De drie groepen besloten om tezamen een Voortrekkerregering op te richten en richting Natal te trekken. Potgieter was het hier echter niet mee eens en besloot in 1838 te blijven waar hij was.

### Conflict met Uys
Nadat Piet Retief en zijn mannen door Dingaan en zijn Zoeloekrijgers waren vermoord en daarna ook vele andere Voortrekkers door de Zoeloes werden aangevallen, kwamen Potgieter en Piet Uys, een andere Voortrekkerleider, hen te hulp. Gerrit Maritz, die nu leider was in Natal, besloot om de nieuwe legermacht gezamenlijk door Potgieter en Uys te laten leiden om verdere ruzies en opsplitsingen van Voortrekkergroepen te voorkomen. Toch ontstond er een machtsstrijd tussen de twee legerleiders. Dit verdeelde leger werd een hinderlaag gelokt, die uitmondde in de Slag bij Italeni. Bij dit gevecht werden Uys, zijn zoon en enkele andere Trekkers gedood. De rest van de blanken vluchtten weg. Potgieter werd hierom bekritiseerd en zijn commando werd spottend het "vluchtcommando" genoemd. Hij werd er ook - ten onrechte - van beschuldigd dat hij Uys opzettelijk de hinderlaag in had gestuurd en daarmee schuldig was aan diens dood. Niet lang hierna vertrok hij voorgoed uit Natal en vestigde hij zich in Transvaal.

### Transvaal
In Transvaal stichtte hij de stad Potchefstroom, die hij naar zichzelf vernoemde, en was ook een korte tijd president van de republiek Potchefstroom. Potgieter stichtte in 1845 ook Ohrigstad (oorspronkelijk Andries-Ohrigstad genaamd, vernoemd naar zichzelf en Georgius Gerardus Ohrig), maar die stad moest niet lang daarna verlaten worden vanwege een uitbraak van malaria. Hierna trok hij naar Zoutpansberg en stichtte daar in 1848 Zoutpansbergdorp, later in 1855 hernoemd naar Schoemansdal.
Na de annexatie van de republiek Natalia door de Britten in 1842, trok een groot aantal trekkers naar het noorden richting Transvaal. Daar botsten de nieuwkomers, onder leiding van Andries Pretorius, met de trekkers die zich daar al hadden gevestigd. Oorlog kon echter worden voorkomen en in 1848 werd een vredesverdrag opgesteld.

### Dood
Andries Hendrik Potgieter stierf op 16 december 1852 in Zoutpansbergdorp. Daar ligt hij begraven op het kerkhof dat als enige overbleef nadat de stad in 1867 verwoest werd door de Venda.